# پا-آن
پا-آن (به لاتین: Hpa-An) یک شهر در میانمار است که در ایالت کایین واقع شده‌است.

## خصوصیات
پا-آن ۱۲۶٬۲۲۵ نفر جمعیت دارد.